# Gallone
Die Gallone (englisch gallon) ist eine Raumeinheit (Flüssigkeits- und Trockenmaß) des angloamerikanischen Maßsystems.

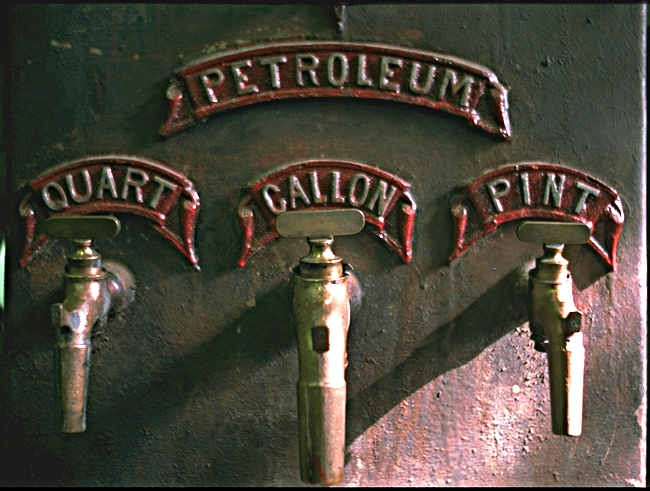
Alte Kraftstoff-Zapfanlage

Als Maß für Flüssigkeiten sind in Gebrauch
- die britische Gallone (Imp.gal.) – ca. 4,55 l,
- die US-amerikanische Gallone für (US.liq.gal.) – ca. 3,79 l.

## Definition und Umrechnungen

### Imperiales Maßsystem
1 Imp.gal. = 4 Imp.qt. = 8 Imp.pt. = 16 Imp.cup = 32 Imp.gi. = 160 Imp.fl.oz. = 4,54609 Liter (exakt per Definition) = 568.261.250⁄ 2.048.383 inch³ ≈ 277,41945 inch³
1 Imp.gal. = {\displaystyle {\tfrac {568.261.250}{473.176.473}}} US.liq.gal. ≈ 1,20095 US.liq.gal.
Die britische (imperiale) Gallone basiert auf einem mittelalterlichen englischen Biermaß. Im Jahr 1824 wurde sie auf physikalischer Basis neu definiert als das Volumen von 10 englischen Pfund destillierten Wassers bei 62 °F (17 °C), gemessen mit Messinggewichten einer bestimmten Zusammensetzung bei festgelegtem Luftdruck, ebenso galt die Definition 1 Gallone = 277,42 Kubikzoll. Im Jahr 1985 wurde nach kanadischem Vorbild eine auf dem metrischen Liter basierende Neudefinition eingeführt, wodurch eine Gallone nun etwas weniger als 277,42 Kubikzoll umfasst.

### US-amerikanisches Maßsystem
1 US.liq.gal. = 4 liquid qt. = 8 US.liq.pt. = 16 US.cup = 32 US.liq.gi. = 128 US.fl.oz. = 231 inch³ = 3,785411784 Liter
Die US-amerikanische Gallone basiert auf einem mittelalterlichen englischen Weinmaß, das ursprünglich als ein Zylinder mit einer Höhe von 6 Zoll (engl. inch) und einem Durchmesser von 7 Zoll definiert wurde. Die Kreiszahl π wurde damals üblicherweise mit 22/7 approximiert. Im Jahr 1706, während der Herrschaft von Königin Anne, wurde die Weingallone daher redefiniert als ein Quader mit einer Abmessung von 3 inches × 7 inches × 11 inches, was dem alten Zylindervolumen, berechnet mit der erwähnten Näherung für π, entspricht. Diese Definition ist in den USA bis heute in Gebrauch, in Großbritannien selbst wurde sie jedoch durch die aus dem Bierhandel stammende Imperial Gallon verdrängt. Da das Inch heute mit 1 inch = 25,4 mm über den Meter definiert ist, kann das Volumen der US-amerikanischen Gallone in Litern exakt angegeben werden.
Ferner ist 1 petroleum barrel = 42 US.liq.gal. = 9702 inch³ = 158,987294928 Liter

### Volumeneinheit für trockene Ware
1 US.dry.gal. = 4 US.dry.qt = 8 US.dry.pt = 268,8025 inch³ = 4,40488377086 Liter
1 US.dry.gal. = 
{\displaystyle {\tfrac {107.521}{92.400}}} US.liq.gal. ≈ 1,1636 US.liq.gal.
1 US.bushel = 4 peck = 8 US.dry.gal. = 2150,42 inch³ ≈ 35,239 Liter
Als Trockenmaß für Weizen, Mehl und anderes ist sie heute weder in den Vereinigten Staaten noch im Vereinigten Königreich eine gesetzliche Einheit, doch war sie noch im 19. Jahrhundert geläufig.

## Verwendung

Maßeinheit für Kraftstoff:
Liter
US-Gallone
britische Gallone
keine Angabe

In den USA und einigen weiteren amerikanischen Staaten wird Kfz-Kraftstoff in US-Gallonen verkauft. Auf einigen Karibikinseln, nicht aber auf den britischen Inseln, ist hierfür die britische Gallone in Gebrauch.

## Wortherkunft
Englisch gallon stammt von altnormannisch (altnordfranzösisch) galon, das seinerseits unklarer (vielleicht keltischer) Herkunft ist. Im Englischen ist das Flüssigkeitsmaß erstmals im Jahr 1300 (im konkreten Fall für Bier), als Trockenmaß erstmals 1684 (für Weizen) bezeugt.